# Ksipranolol
Ksipranolol je beta blokator.